# César Osorio (periodista)
César Osorio es un comunicador audiovisual colombiano. Inicia su carrera en la radio en el año 1995 como asistente de radio en Radioacktiva hasta el año 1997.
En el año 2000 es llamado para participar en el proyecto Oxígeno, “Energía que te mueve”, nuevo sistema juvenil de Caracol Radio; en este sistema estuvo hasta el año 2001 pasando a un nuevo sistema Rock n´ Pop abanderado por Radioacktiva, allí estuvo como coordinador hasta el año 2002, el 1.º de enero del año 2003 empieza a dirigir el sistema Juvenil más grande del mundo, Los 40 Principales en su momento “Música arriba que te pone bien!. Los 40 Principalesllega a ser la emisora más escuchada de Pereira como radio-conteo bajo la frase de batalla “Tu Cuentas” con música muy juvenil y éxitos de moda aprovechando en boom del reguetón. En el año 2008 inicia la emisora una metamorfosis que llevaría a la marca a convertirse en una emisora de solo éxitos pop, y hacía el año 2009 se logra el posicionamiento de este nuevo formato hasta lograr llevar la emisora al segundo lugar seguida de una emisora popular adulta en su estilo musical. En el año 2010 llega a Bogotá como Director Nacional de Producto de Los 40 Principales y llevando la emisora hacía las nuevas corrientes musicales y ajustándola a la nueva tendencia mundial en la música. En el año 2011 pasa a ser el director Nacional de Tropicana como el único sistema nacional urbano.